# Поверително и лично
„Поверително и лично“ (на английски: Up Close and Personal) е американски игрален филм (романтична драма) от 1996 година на режисьора Джон Авнет, по сценарий на Джоан Дидон и Джон Грегъри Дън. Във филма участват Робърт Редфорд като директор на новините и Мишел Пфайфър като новинарката Тали Атуотър.
Сценарият на филма започва като адаптация на книгата „Златното момиче: Историята на Джесика Савич“ на Алана Наш през 1988 г., разказана за смущаващия живот на американската новинарска водеща Джесика Савич. Завършената картина обаче се промени значително от търговските решения на производителите и едва приличаше на биографията на Савич. Сценарият Джон Грегъри Дън, след като прекарва осем години в сценария със съпругата си Джоан Дидион, по-късно заедно пишат книга, описваща трудния му опит, озаглавен „Чудовище: Да живееш извън големия екран“.
Филмът е номиниран за „Оскар“ в категорията най-добра песен за „Защото ме обичаше“ (Because You Loved Me), написано от Даян Уорън и е изпълнена от Селин Дион.

## Актьорски състав
| Роля            | Изпълнител          |
| --------------- | ------------------- |
| Робърт Редфорд  | Уорън Джъстис       |
| Мишел Пфайфър   | Сали „Тали“ Атуотър |
| Стокард Чанинг  | Марсия Макграт      |
| Джо Мантеня     | Бъки Теранова       |
| Кейт Нелиган    | Джоана Кенели       |
| Глен Плъмър     | Нед Джаксън         |
| Джеймс Ребхорн  | Джон Мерино         |
| Скот Брайс      | Роб Съливан         |
| Реймънд Круз    | Фернандо Бътланда   |
| Диди Пфайфър    | Луане Атуотър       |
| Мигел Сандовал  | Дан Дуарте          |
| Нобъл Уилингам  | Бъфорд Селс         |
| Джеймс Карън    | Том Ор              |
| Браян Маркинсън | Вик Наш             |

## Телевизионен дублаж
На 31 август 2008 г. Нова ТВ излъчи филма с български дублаж за телевизията. Дублажът е на Арс Диджитал Студио, чийто име не се споменава. Екипът се състои от:
| Преводач            | Надя Баева                                                             |
| Тонрежисьор         | Борис Драганов                                                         |
| Режисьор на дублажа | Венета Маринова                                                        |
| Озвучаващи артисти  | Ани Василева Лидия Вълкова Нина Гавазова Николай Николов Симеон Владов |